# Ци (Шаньдун)
Ци (кит. упр. 齐(齊), пиньинь Qí) — удельное княжество в древнем Китае, существовавшее в эпоху династии Чжоу, в периоды Чуньцю и Чжаньго, одно из самых мощных царств. Столица Ци находилась в городе Линьцзы, который сейчас находится на территории современного города Цзыбо провинции Шаньдун. Царство занимало территорию северо-восточной провинции Шаньдун и далее к востоку.

## История Ци

### ПериодЗападная Чжоу
Ци как удельное княжество было основано около 1040 до н. э. как территория в составе царства Чжоу. Первым правителем был Цзян Шан.

### ПериодВёсен и Осеней
Царство Ци особенно усилилось при правителе Хуань-гуне (ум. 643 до н. э.), значительно увеличившем территорию государства за счет завоевания соседних царств. При нём Ци превратилось в наиболее богатое и мощное среди других княжеств Китая и было первым из китайских царств, провозглашенных «гегемоном» на съезде владетельных князей в 650 г. до н. э. При правителе Хуань-гуне были осуществлены важные политические и экономические реформы под руководством первого министра Гуань Чжуна. Торговцы и ремесленники были освобождены от воинской повинности и каждый обязан был заниматься исключительно своим делом. Была реорганизована армия. На период войны в войско призывались крестьяне и служилые люди. Тогда призванные крестьяне становились рядовыми солдатами, а служилые люди как кадровые военные — низшими военачальниками и латниками. Крестьянская семья для исполнения воинской повинности выставляла одного человека, пять таких человек составляли военную первоначальную единицу — пяток во главе с начальником «гуйчжан». «Сяожун» — малая военная колесница во главе с «ли» и «сы» состояла из 50 человек. 200 человек составляли «цзу» во главе с командиром «лянчжан». «Люй» — бригада, во главе с «сян-лин» включала 2 тыс. человек. Армия — 1 «цзюнь» составляли 5 «люй», в количестве 10 тыс. человек. В царстве было три армии, одной из них обязательно командовал сам правитель царства.
Согласно краткому сообщению «Цзо чжуань», в 567 г. до н. э. царство Ци аннексировало земли княжества Лай, после чего территория Ци увеличилась более чем вдвое.
Род Цзян правил в царстве Ци много столетий, пока в результате переворота к власти не пришёл род Тянь.
Род Тянь составляли беглецы из правящего дома царства Чэнь, прибывшие в Ци в 70-х годах VII века до н. э. Старший из беглецов был назначен руководителем ремесленного производства, а так как экономика Ци держалась именно на ремеслах и добывающих промыслах, то дом Тянь разбогател и усилился, приобретя очень сильное влияние, превосходя своей мощью даже правящий дом.
После убийства в 481 году до н. э. Цзянь-гуна и серии последовавших за этим внутренних неурядиц, фактически захвативший в свои руки всю власть в Ци первый министр Тянь Чан посадил на трон младшего брата убитого правителя, правившего под именем Пин-гуна. Это привело к ещё большему усилению клана Тянь, который теперь уже по собственной воле снимал с трона и убивал одних правителей и сажал на их место других. Узурпировав власть у законной династии и чувствуя своё неустойчивое положение, клан Тянь с целью добиться поддержки масс народа в широких масштабах занимался замаскированной благотворительностью. Для это клан ссужал простых людей зерном по большой мере («большими доу») и принимал возврат зерновой ссуды по малой мере («малыми доу»). В результате формально правящий род Цзян, отстраненный от власти и лишенный поддержки народа, утратил всякое влияние за пределами своего дворца, а клан Тянь полностью захватил власть в царстве Ци, определяя всю внутреннюю и внешнюю политику государства.

### Период «Сражающихся царств»
К началу эпохи «Сражающихся царств» в Ци были проведены важные военно-административная и финансовая реформы. Введение этими реформами территориально-административного деления, изменение системы налогового обложения земледельческого населения и установление государственной монополии на соль и железо имели результатом чрезвычайное усиление Циского царства. С конца V века до н. э. клан Тянь начал проводить активную политику, включая войны с соседями. В 413—411, 408 и 407 годах до н. э. последовал ряд войн с Цзинь, Вэй, Лу и Цзюй. В 391 году Тянь Хэ сослал Кан-гуна из столицы Линьцзы на самую дальнюю границу циского царства, дав ему в кормление небольшой город на берегу Бохайского залива, чтобы именно там он приносил жертвы своим предкам. А в 387 году до н. э. Тянь Хэ на встрече с вэйским Вэнь-хоу попросил походатайствовать перед сыном Неба о том, чтобы его официально возвели в ранг чжухоу, с чем чжоуский ван согласился. Таким образом с 386 года до н. э. Тянь Хэ стал Тянь Тай-гуном, основателем новой династии царства Ци.
Когда в 380 году до н. э. царства Цинь и Вэй напали на Хань, а Хань попросило помощи у Ци, то Хуань-гун из советов сановников выбрал наиболее коварный: он пообещал Хань помощь, но не дал её, рассчитывая, что этому царству помогут другие, а сам в сложившейся суматохе напал на царство Янь и захватил у него город Санцю.
Сменивший Хуань-гуна Вэй-ван постепенно стал сильнейшим среди чжухоу и присвоил себе титул вана. Чжухоу больше не решались нападать на Ци. Преемником Вэй-вана был его сын Сюань-ван (342—324 гг. до н. э.), прославившийся покровительством наукам и созданием академии Цзися. В ней работали и обучались представители различных философских и политических школ: конфуцианцы, даосы, натурфилософы и др. Примечательно, что циские «академики» занимались "чистой наукой: как сообщает Сыма Цянь, правитель Сюань-ван пожаловал титулы «высших сановников» многим слушателям академии именно за их выдающиеся лекции. «Они не вникали в государственные дела,— писал Сыма Цянь, — а занимались лишь обсуждением различных теорий. Поэтому в царстве Ци учёные академии Цзися процветали и было их сотни и тысячи».
Стремясь заниматься наукой, а при случае выдвинуться на службе и прославиться, в Ци прибывали множество интеллектуалов из других царств. Среди них был выдающийся военный теоретик Сунь Бинь, бывший военный чиновник из Вэй, ставший близким помощников Сюань-вана и оказавший царству Ци огромные услуги.
В 354 до н. э. вэйский правитель Хуэй-ван начал вторжение в Чжао и нанес чжаосцам тяжелое поражение, после чего вэйские войска вступили в чжаоскую столицу Ханьдань. Чжао могло окончательно пасть, но царство Ци, опасавшееся чрезмерного усиления Вэй в случае захвата им территории Чжао, в собственных интересах решило оказать чжаосцам военную помощь.
Вместо того, чтобы сражаться с войсками Вэй на земле Чжао, армия Ци по совету стратега Сунь Биня ударила по самому царству Вэй, в отсутствие армии оставшемуся почти беззащитным. Вэй пришлось срочно оставить Чжао, чего Ци и добивалось. Сунь Бинь на пути спешно возвращавшихся на защиту своего царства вэйцев устроил засаду и разгромил вэйскую армию в битве при Гуйлин (354 до н. э). В китайской истории память об этих событиях осталась в виде стратагемы «Осадить Вэй, чтобы спасти Чжао»(圍魏救趙), означающей нанесение удара по уязвимому месту противника вместо того, чтобы вступить с ним в прямое противоборство.
В 341 до н. э. царство Вэй вместе с Чжао напало на Хань. Когда царство Хань попросило помощи у Ци, то Сунь Бинь посоветовал Сюань-вану подождать, чтобы воюющие стороны взаимно ослабили друг друга и лишь после этого вступить в войну со свежими силами. После того, как Хань потерпело несколько поражений, циское войско в 341 до н. э. нанесло крупное поражение царству Вэй в битве под Малин, после чего война была закончена и правители всех участвовавших в ней царств прибыли в Ци для переговоров и заключения мира. Эти победы подорвали мощь Вэй и вывели царство Ци в число гегемонов — сильнейших «сражающихся царств»
При Сюань-ване началось сближение Ци с Вэй, и в 332 году до н. э. оба царства совместно напали на Чжао. Однако наследовавший Сюань-вану Минь-ван наоборот в 317 году до н. э. напал на Вэй совместно с Сун, а в 312 году до н. э. напал на Вэй ещё раз. В 298 год до н. э. Ци с Хань и Вэй напали на Цинь, а в 295 году до н. э. Минь-ван помог царству Чжао покончить с государством Чжуншань.
В 288 году циский и циньский правители договорились называть друг друга соответственно восточным и западным императорами, однако советник Минь-вана Су Дай убедил правителя, что этот титул может стать ловушкой для Ци, и Минь-ван отказался от императорского титула. В 286 году циский Минь-ван уничтожил царство Сун и аннексировал его земли, что вызвало конфликт с Цинь, чьим союзником являлось уничтоженное государство. Однако Цинь не стало спасать Сун, расположенный вдали от основной циньской территории, посчитав, что лучше действовать не напрямую, а использовать против Ци войска других царств. Покончив с Сун, Минь-ван направил свои войска против Чу и трёх цзиньских царств (Хань, Чжао и Вэй), намереваясь далее ликвидировать домен вана и самому стать сыном Неба. Но увлеченный военными успехами, циский ван проглядел, как против него создается самая мощная коалиция царств, какую только можно представить.
Воспользовавшись тем, что многие царства опасались растущей мощи Ци, в 285 году до н. э. Цинь напало на Ци и захватило девять городов. В 284 году до н. э. политик Юэ И из царства Янь сумел создать против Ци союз из всех шести прочих крупных царств (Цинь, Чу, Чжао, Вэй, Хань и Янь). Объединённое войско союзников в битве к западу от реки Цзишуй нанесло Минь-вану сокрушительное поражение, циская армия при этом была практически уничтожена на поле боя.
После разгрома циского войска пять царств вернули свои армии домой, но царство Янь продолжило наступление на лишившееся своих вооружённых сил царство Ци. Почти вся территория Ци, за исключением небольшой его части, была захвачена войском Янь, циская столица Линьцзы была захвачена и разграблена, дворцы и храмы предков циских правителей сожжены врагом. Из циских городов, которые не сдались яньским захватчикам, остались лишь Ляо, Цзюй и Цзимо. Минь-ван бежал в чужие земли, и скитался из одного царства в другое, пока не был убит чуским военачальником.
Сын Минь-вана бежал под чужим именем в небольшое соседнее государство Цзюй, где был объявлен циским Сян-ваном. Тем временем в Ци началось движение за изгнание вторгшихся и разграбивших страну яньцев; возглавил его видный сановник Тянь Дань, который и вернул нового правителя в столицу. Хотя Тянь Даню удалось восстановить государство и вернуть захваченные врагом циские земли, могущество царства Ци было сломлено навсегда. После этих событий циские правители полностью утратили великодержавные амбиции и избегали нападать на своих соседей.
Более того, ошеломлённые разгромом 284 года правители Ци вообще стали бояться вмешиваться в любые конфликты соседних государств, ошибочно полагая, что самый строгий нейтралитет будет лучшей гарантией безопасности их государства. Циньский правитель искусно использовал эти настроения, чтобы заставить Ци отказаться от всякого участия в антициньских коалициях, поскольку это весьма облегчило бы ему разгром княжеств поодиночке. Для этого он регулярно подкупал циских сановников большим количеством золота с тем, чтобы они советовали правителю всегда держаться полного нейтралитета.
В 260 году до н. э. царство Цинь выступило против Чжао. Однако, поскольку в Цинь всегда опасались создания антициньской коалиции, циньский правитель Чжаосян-ван решил при этом строить свои дальнейшие планы в зависимости от того, договорятся между собой противостоящие ему царства, или нет. Циньский ван тогда сказал: «Ци и Чу помогают Чжао. Если они сговорятся, я отведу свои войска, если же они не сговорятся, я нападу на них». Царство Чжао во время засухи в своих землях попросило Ци оказать помощь зерном, но циский Цзянь-ван вопреки совету министра Чжоу-цзы ответил отказом. В результате Цинь решилось на битву, и армия Чжао была уничтожена в сражении при Чанпине.
Подчеркнутый нейтралитет Ци не остался незамеченным и циньский ван сделал ответный поощряющий жест: когда в 237 году до н. э. циский Цзянь-ван отправился с визитом в Сяньян, там ему была устроена торжественная встреча.
Однако, как показали дальнейшие события, дипломатические реверансы Цинь в отношении Ци на деле ничего не стоили. Строгий нейтралитет, до поры до времени приносивший цисцам немалые выгоды, не спас Ци от циньской агрессии: в 221 году до н. э. после уничтожения всех прочих царств и присоединения их территории к Цинь победоносная циньская армия напала на Ци. Впервые после более чем 40 лет мира и покоя возникла военная угроза царству Ци. Правитель Цзянь-ван, надеявшийся на добрые отношения с Цинь и считавший, что война обойдет его царство стороной, к такому повороту событий оказался совершенно не готов, а союзников в лице других царств у него уже не было, поскольку все они были уже захвачены Цинь. Армия Ци, солдаты и генералы которой в течение своей жизни никогда не воевали, оказалась несостоятельной. Когда циньские войска подступили к столице, не зная, как поступить, Цзянь-ван по совету подкупленного циньцами первого министра Хоу Шэна сдался без боя.
Не сумев сохранить государство, он не спас и свою жизнь: как повествует «Чжаньго цэ» («Стратегии сражающихся царств»), пленный циский ван был помещен в дворцовом парке под охрану циньских войск «среди сосен и кипарисов», где и умер от голода. Ци, последнее независимых из «Сражающихся царств», было ликвидировано, а его территория присоединена к Цинь.

## Дом циского Тай-гуна (род Цзян 姜)
Описан в гл.32 «Исторических записок» Сыма Цяня.
- Тай-гун (齊太公), Цзян Шан (姜尚), полководец У-вана чжоуского. Традиционно 1122—1078 до н. э.
- Дин-гун (齊丁公), Люй Цзи (姜伋). Традиционно 1077—1052 до н. э.
- И-гун (I) (齊乙公), Дэ (姜得). Традиционно 1051—1001 до н. э.
- Гуй-гун (齊癸公), Цы-му (姜慈母). Традиционно 1000—935 до н. э.
- Ай-гун (齊哀公), Бу-чэнь (姜不辰). Традиционно 934—894 до н. э.
- Ху-гун (齊胡公), Цзин (姜靜), современник И-вана. Традиционно 893—860 до н. э.
- Сянь-гун (齊獻公), Шань (姜山). 859—851 до н. э.
- У-гун (齊武公), Шоу (姜壽). 850—825 до н. э.
- Ли-гун (齊厲公), У-цзи (姜無忌). 824—816 до н. э.
- Вэнь-гун (齊文公), Чи (姜赤). 815—804 до н. э.
- Чэн-гун (齊成公), То (姜脱). 803—795 до н. э.
- Чжуан-гун (I) (齊莊公), Гоу (姜購). 794—731 до н. э.
- Си-гун (齊釐公), Лу-фу (姜祿). 730—698 до н. э.
- Сян-гун (齊襄公), Чжу-эр (姜諸兒). 697—686 до н. э.
- У-чжи (齊無知). 685 до н. э. (без эры)
- Хуань-гун (I) (齊桓公), Сяо-бай (姜小白). 685—643 до н. э.
- Сяо-гун (齊孝公), Чжао (姜昭). 642—633 до н. э.
- Чжао-гун (齊昭公), Пань (姜潘). 632—614 до н. э.
- И-гун (II) (齊懿公), Шан-жэнь (姜商人). 613—609 до н. э.
- Хуэй-гун (齊惠公), Юань (姜元). 608—599 до н. э.
- Цин-гун (齊頃公), У-е (姜無野). 598—582 до н. э.
- Лин-гун (齊靈公), Хуань (姜環). 581—554 до н. э.
- Чжуан-гун (II)(齊莊公), Гуан (姜光). 553—548 до н. э.
- Цзин-гун (齊景公), Чу-цзю (姜杵臼). 547—490 до н. э.
- Янь Жу-цзы (齊晏孺子) Ту. 489 до н. э.
- Дао-гун (齊悼公), Ян-шэн (姜陽生). 488—485 до н. э.
- Цзянь-гун (齊簡公), Жэнь (姜壬). 484—481 до н. э.
- Пин-гун (齊平公), Ао (姜驁). 480—456 до н. э.
- Сюань-гун (齊宣公), Цзи (姜積). 455—405 до н. э.
- Кан-гун (齊康公), Дай (姜貸). 404—385 до н. э.
- Хуань-гун (II) (齊桓公), У (田午). 384—379 до н. э. (21-26 годы Кан-гуна)

## Дом Тянь (田) Цзин-чжуна
С 379 до н. э. царством Ци правит род Тянь ветви князей Чэнь (его история описана в гл.46 «Исторических записок» Сыма Цяня).
- Вэй-ван (齊威王), Инь-ци (田因齊). 378—343 до н. э. (по «Бамбуковым анналам» 356—320)
- Сюань-ван (齊宣王), Би-цзян (田辟彊). 342—324 до н. э. (по «Бамбуковым анналам» 319—301)
- Минь-ван (齊湣王), Ди (田地). 323—284 до н. э. (по «Бамбуковым анналам» 300—284)
- Сян-ван (齊襄王), Фа-чжан (田法章). 283—265 до н. э.
- ван Цзянь (齊王建). 264—221 до н. э.

## Экономика

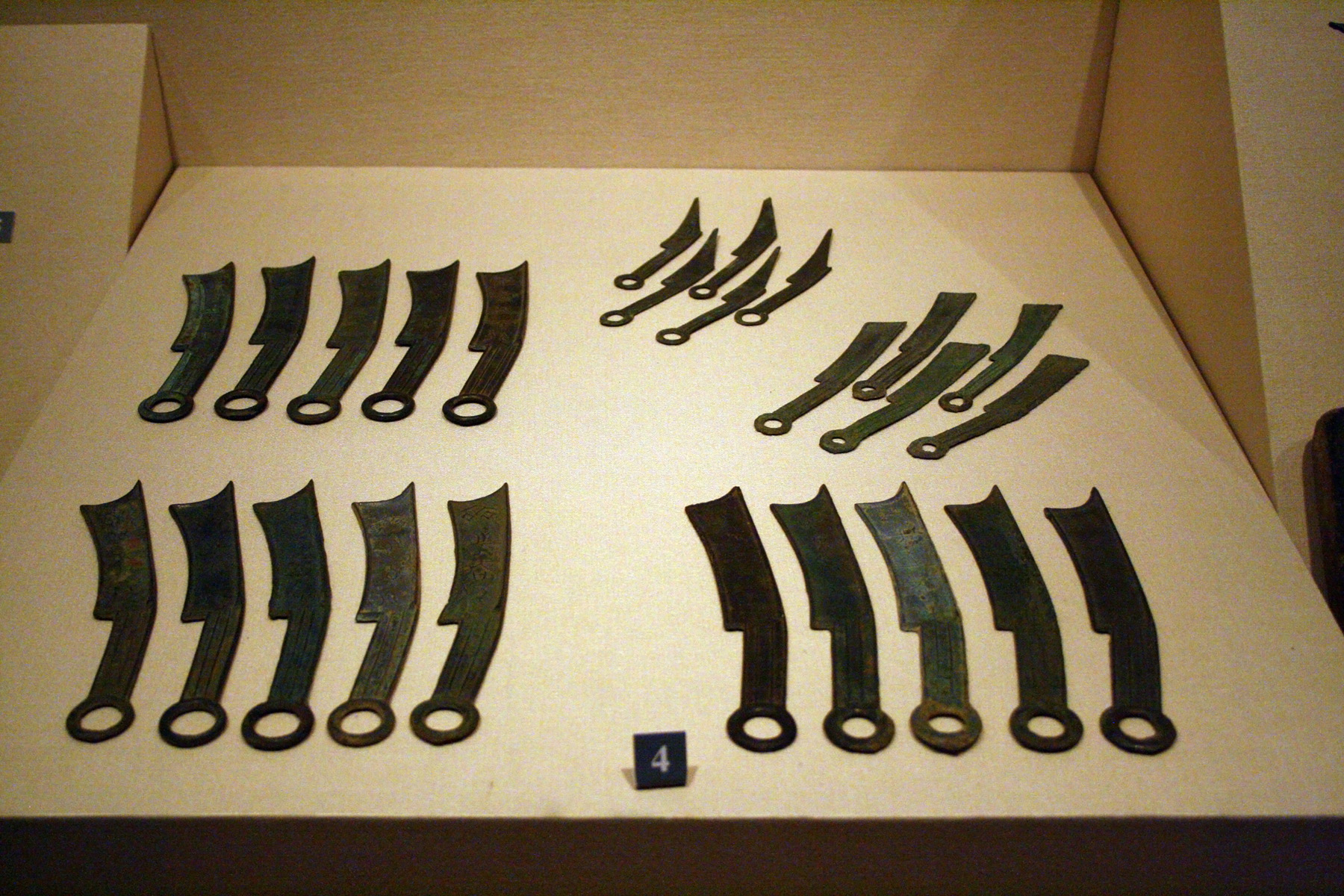
Бронзовые монеты Ци в форме ножа, коллекция в музее Шаньдуна

При правителе Хуань-гуне (ум. 643 до н. э.) в стране под руководством видного политического деятеля Гуань Чжуна были проведены экономические и военно-административные реформы, укрепившие царство Ци. Была уничтожена система «общественных полей», установлен поземельный налог, размер которого взыскивался по кадастру в зависимости от плодородия почвы и доходил до двух третей урожая. Была введена государственная монополия на железо и соль. Были установлены должности «яньгуань» (заведовавший производством сельскохозяйственных орудий). Гуань Чжун упорядочил управление государством. Страна была поделена на 21 «волость» (из них 6 волостей ремесленников и торговцев и 15 волостей «ши»). Торговцы и ремесленники были освобождены от воинской повинности и каждый обязан был заниматься исключительно своим делом. В царстве проводились мероприятия по поощрению торговли, для регулирования уровня цен на товары была начата чеканка монет.
Чрезвычайно плодородные земли царства Ци явились основой для развития здесь различных отраслей сельскохозяйственного производства, в частности, шелководства. Царство Ци славилось производством шёлковых и льняных тканей, его столица — город Линьцзы — была крупнейшим в то время центром ткацкого ремесла. Прибрежное местоположение этого царства обусловило также развитие в нём соляного и рыболовного промыслов. Вместе с тем Ци не испытывало недостатка и в рудных богатствах. Вырабатываемое здесь железо было известно своим высоким качеством.
В царстве Ци, как и Янь, имели хождение бронзовые монеты в форме ножа.

## Градостроительство
Царство Ци было известно тем, что в нем было построено много хорошо организованных городов почти прямоугольной формы с дорогами, которые были аккуратно связаны в виде сетки. Дворец стратегически располагался лицом к югу. Слева (в восточном направлении) от дворца находился храм предков, справа (на запад) — храм богов, оба в ста шагах от него. Это обеспечило достижение баланса. Перед дворцом был двор, также в ста шагах от него, а позади дворца был город. Этот тип расположения сильно повлиял на то, как города были спроектированы в последующих поколениях.
Небольшие города, известные как чэньи (城邑), были во множестве имелись по всему царству. Они обычно протянулись на 450 метров с юга на север и на 395 метров с востока на запад. Периметр города обычно окружался стеной с жилой штаб-квартирой, расположенной внутри, и почти идеальным квадратным двором, занимающим центр.

## Имидж царства в последующие эпохи
В «Записках о музыке» (Юэ цзи, 樂記) жители царства Ци описываются как «умеющие уступать при виде выгоды». Это качество упоминается как присутствующее в «звуках Ци», которые несут в себе отголоски Трёх династий (Ся, Шан, Чжоу).